# Ban Phak Top
Ban Phak Top (Thai: บ้านผักตบ) ist ein archäologischer Fundplatz in der Provinz Udon Thani in der Nordost-Region von Thailand, dem so genannten Isan. Er liegt etwa 15 km westlich von Ban Na Di.

## Lage und Grabungsgeschichte
Während der 1970er Jahre wurde der Platz systematisch geplündert, so dass das nahe gelegene Dorf Ban Phak Top mit archäologisch wertvollen Gegenständen übersät war. Schauffler grub 1976 eine kleinere Fläche am Rand des Hügels aus, die einzige unversehrte Stelle, die er finden konnte. Er konnte jedoch keine Gräber zutage fördern. 

## Funde
Der Ort war im 2. Jahrtausend v. Chr. bewohnt, wie Radiokohlenstoffdatierungen zeigen. Aus den oben genannten Grabräubereien sind schwarze Tongefäße übrig geblieben, die gebrannt waren und mit gekrümmten Linien versehen sind, ähnlich den frühen Keramiken von Ban Chiang.